# Sveriges makalösa föräldrar
Sveriges Makalösa Föräldrar bildades 1996. Organisationen arbetar med att samla och stärka ensamföräldrar, samt synliggöra ensamföräldrar. Sveriges Makalösa Föräldrar (Makalösa) är en partipolitiskt och religiöst obunden organisation. Makalösa arbetar med politiskt påverkansarbete i frågor som rör ensamstående föräldrar och deras barn. Makalösa finns utspridd i hela Sverige i form av lokalföreningar och nätverk. De större lokalföreningarna är Stockholms Makalösa Föräldrar, Lunds Makalösa Föräldrar, Helsingborgs Makalösa Föräldrar samt Göteborgs Makalösa Föräldrar. Lokalt arbetar Makalösa med hjälp till självhjälp och att bygga familjenätverk. På riksnivå arbetar organisationen aktivt med bl.a. opinionsbildning och politiskt påverkansarbete och har bl.a. publicerat flera rapporter kring olika ämnen som rör ensamföräldrar.
2009 fick organisationen priset Årets Wendela av Aftonbladet, för sitt arbete med att ge ensamföräldrar en röst. 
2010 fick organisationen priset Årets lobbyist under almedalsveckan. Utmärkelsen tar man emot för ett envetet, engagerade och övertygande lobbyarbete kring ensamstående föräldrars situation. Priset delades ut av tidningen Resumé. Juryn för Årets lobbyist 2010 har bestått av Martina Lind, Ulf Mårtensson, Irene Fällström, Lovisa Lagerström Lantz och Viggo Cavling, chefredaktör för Resumé.
Motivering:
”Av Sveriges 1,9 miljoner barn och ungdomar bor 26 procent, eller 500 000 barn, tillsammans med en av föräldrarna. Sveriges Makalösa Föräldrar har under flera år drivit en aktiv opinionsbildning och lobbying kring de ensamståendes föräldrarnas situation. Det har lett till större uppmärksamhet kring ensamföräldrarna, inte minst deras ekonomiska situation. Men det har framförallt lett till politiska beslut som förbättrar de ensamstående föräldrarnas vardag. Främsta triumfen hittills är de nya reglerna för tillfällig föräldrapenning. Fler är att vänta när utredningen om särlevande föräldrar kommer – och det oavsett valutgången. Sveriges Makalösa Föräldrar är ingen stor och stark organisation, men har utifrån sina resurser varit envetna, engagerande och övertygande. Dessutom har de legat i framkant med att använda nätet och sociala medier för tvåvägskommunikation mellan medlemmar och ledning. Sveriges Makalösa Föräldrar är Årets lobbyist 2010.”

## Egna publikationer
- "Visst kan det vara jobbigt att ha ont om pengar - men man behöver inte bli olyckig för det": Ensamföräldrar skriver egna berättelser om hur ekonomin kan påverka vardagslivet, bokförlaget Vulkan 2010, (ISBN 91-633-7661-X)
- Makalösa Föräldrar - en bok med och om ensamstående familjer, bokförlaget DN 2007, (ISBN 978-91-7588-735-7)
- Arbetsliv och föräldraskap - en omöjlig kombination? (Om diskriminering i arbetslivet), pdf-fil
- En oönskad rapport - En rapport om fattigdom hos ensamstående föräldrar, 2010, pdf-fil
- Kommunalpolitiskt handlingsprogram 2010, pdf-fil
- Eget ansvar - delad glädje: en rapport om konflikter och konfliktlösning mellan föräldrar), Vårdnadsfred, 2009, pdf-fil* "Gärna lägre standard mot lägre hyra": En rapport om ensamstående föräldrars boende, 2006, pdf-fil

### Makalösa Föräldrars medlemstidning
- Nr 4, 2010, pdf-fil
- Nr 3, 2010, pdf-fil
- Nr 2, 2010, pdf-fil
- Nr 1, 2010, pdf-fil

## Ordförande riksorganisationen
- Therese Ström, 2006-2010
- Per-Erik Pallin, 2010-2013
- Catarina Danso, 2013-2015
- Marie-Louise Dolk 2015-

## Generalsekreterare
- Helene Sigfridsson Öberg, 2006-2010
- Sophia Lövgren, 2010-2014
- Catarina Danso, 2015-2018
- Christina Olsson, 2018-

## Årets Stöttare
Varje år delar Sveriges Makalösa Föräldrar ut ett pris till Årets Stöttare. Med detta pris vill organisationen uppmärksamma goda krafter som arbetar för att sprida en positiv bild av ensamföräldrar och skapa förutsättningar för likvärdigt föräldraskap, oavsett familjekonstellation.

### Tidigare pristagare
- 2006 – Cecilia Torudd (för sin tecknade serie Ensamma mamman)
- 2007 – Anna-Karin Simlund (för sitt arbete för rätten till barnomsorg på obekväm arbetstid)
- 2008 – Maria Sveland (för boken Bitterfittan och radioprogrammet Heliga familjen)
- 2009 – Ingrid Engarås (för sitt begrepp stjärnfamiljen)